# Geldrop-Mierlo
Geldrop-Mierlo és un municipi de la província del Brabant del Nord, al sud dels Països Baixos. L'1 de gener del 2009 tenia 38.077 habitants repartits sobre una superfície de 31,39 km² (dels quals 0,35 km² corresponen a aigua). Limita al nord amb Nuenen, Gerwen en Nederwetten i Helmond, a l'oest amb Eindhoven, a l'est amb Someren i al sud amb Valkenswaard i Heeze-Leende.

## Centres de població
- Geldrop
- Mierlo
- Hoog Geldrop

## Ajuntament
- Democratische Groepering Geldrop, 6 regidors
- PvdA/GroenLinks, 5 regidors
- CDA, 5 regidors
- Dorpspartij Mierlo, 3 regidors
- VVD, 2 regidors
- Verenigd Geldrop Mierlo, 2 regidors
- Geldrops Belang, 2 regidors